# 5 messidor
5 prairial 5 thermidor
Le quintidi 5 messidor, officiellement dénommé jour du mulet, est le 275e jour de l'année du calendrier républicain.
C'était généralement le 23e jour du mois de juin dans le calendrier grégorien.